# ジェット (イギリスのバンド)
ジェット（Jet）は、1974年に結成されたロンドン出身のグラムロック・バンドである。1975年に1枚のアルバムをリリースしてから分裂し、バンドの多数はパンク/ニュー・ウェイヴ・バンドのラジオ・スターズになった。

## 略歴
バンドは1974年に、アンディ・エリソン（ボーカル、元ジョンズ・チルドレン、ソロ・アーティスト）、マーティン・ゴードン（ベース、元スパークス）、クリス・タウンソン（ドラム、以前はジョンズ・チルドレンとジョークに所属）、デヴィッド・オリスト（リードギター、元ナイスのメンバーであり、ロキシー・ミュージックの初期メンバー）、ピーター・オクセンデール（短命のライブ・バージョンのスパークスでキーボードを担当）のラインナップで結成された。彼らはロイ・トーマス・ベイカーによってプロデュースされ、1975年5月にCBSレコードから1枚のアルバムをリリースした。アルバムのリリースに先立って、イアン・ハンター & ミック・ロンソンをサポートする短い英国ツアーを行った。バンドのデビュー・シングルは「My River」である。ツアーと同時にリリースされ、2枚目のシングル「Nothing To Do With Us」がこれに続いた。熱狂的なレビューを受けたが、チャートに影響を与えることはできなかった。売れ行きが悪かったため、1975年にCBSによって解約され、1976年にセカンド・アルバムのセッション中に解散した。
オリストとオクセンデールは、ギタリストのイアン・マクロードに交代された。アイランド・スタジオでのその後のセッションの結果、4曲の録音が行われ、アイランド・レコードには拒否されたが、チジック・レコードには歓迎された。バンドは名前をラジオ・スターズに変更し、プレスからはパンク/ニュー・ウェイヴ・バンドとして再定義されるようになった。
バンドは2000年にヨーロッパ・ツアーに向けて短期の再結成を行い、イギリス、ドイツ、オランダの日程で演奏し、その結果、ライブ・アルバム『ハード・オヴ・ヘリング (ライヴ2000)』（ジョンズ・チルドレン、ジェット、ラジオ・スターズ連名）が生まれた。エリソン、ゴードン、タウンソン、マクロードはツアーのためにトレヴァー・ホワイト（元スパークスのメンバー）とボズ・ボーラー（モリッシーの音楽ディレクター）を補強した。
ジェット解散後のリリースには、ライブ録音と未録音だったセカンド・アルバムからのデモのコレクションであるアルバム『モア・ライト・ザン・シェード』と、1975年のハンター & ロンソンとのデビュー英国ツアーから、2つのライブ・セットを収録した『Some Flotsam』がある。アルバム『JET』は、2010年10月にイギリスのレーベルRPM Recordsから、以前にリリースされていない素材を含む2枚組アルバム（『ジェット+イーヴン・モア・ライト・ザン・シェイド』）の一部として再リリースされた。
サイドマン/音楽プロデューサーとして長い期間を過ごした後、マーティン・ゴードンは2001年にソロのキャリアに乗り出し、クリス・タウンソンがドラムを演奏する、いわゆる「哺乳類三部作 (Mammal Trilogy)」と呼ばれる6枚のアルバムをRadiant Future Recordsからリリースした。第6部で三部作の最終部となるアルバムは2013年にリリースされた。

## ディスコグラフィ

### アルバム
- 『JET』 - Jet (1975年、CBS)

### シングル
- "My River" / "Quandary" (1975年、CBS)
- "Nothing to Do with Us" (1975年、CBS)

解散後のリリース
- 『コンプリート・コレクション』 - Nothing To Do With Us - A Golden Treasury Of JET (2000年) ※コンピレーション
- 『ハード・オヴ・ヘリング (ライヴ2000)』 - Music for the Herd of Herring (2001年) ※ジョンズ・チルドレン、ジェット、ラジオ・スターズ連名
- 『モア・ライト・ザン・シェード』 - More Light Than Shade (2001年、Radiant Future Records)
- More Flotsam (2010年、Radiant Future Records) ※ダウンロードのみ
- 『ジェット+イーヴン・モア・ライト・ザン・シェイド』 - Jet / Even More Light Than Shade (2010年、RPM Records)